# NGC 6401
NGC 6401 (auch GCl 73 und ESO 520-SC11) ist ein rund 40.000 Lichtjahre entfernter galaktischer Kugelsternhaufen im Sternbild Schlangenträger. 
Er wurde am 21. Mai 1784 durch William Herschel entdeckt.